# 미즈노 다다타카
미즈노 다다타카(일본어: 水野忠位, 1655년 ~ 1713년 9월 8일)는 에도 시대 전기부터 중기까지의 하타모토, 다이묘이다. 다다타카계 미즈노가(忠位系水野家) 시조.
하타모토 미즈노 다다마스(7천석의 영지 소유, 미카와 가리야 번주 미즈노 다다키요의 4남)의 장남으로 태어났다. 부친의 은거로 7천석을 상속받았으며 후에 셋쓰국 시마카미, 시마시모, 덴마 3군 5천석을 수여받아 1만2천석의 후다이 다이묘가 되었다.
|  | 제1대 시나노국·단바국·셋쓰국의 다이묘 (미즈노가) 1711년 ~ 1713년 | 후임 미즈노 다다사다 |